# Liste deutscher Krankenkassen
Die Liste deutscher Krankenkassen enthält die Krankenkassen der gesetzlichen Krankenversicherung in Deutschland.

## Entwicklung der Krankenkassenanzahl
| Anzahl der Krankenkassen von 1970 bis 2009 | Anzahl der Krankenkassen von 1970 bis 2009 | Anzahl der Krankenkassen von 1970 bis 2009 | Anzahl der Krankenkassen von 1970 bis 2009 | Anzahl der Krankenkassen von 1970 bis 2009 |
| ------------------------------------------ | ------------------------------------------ | ------------------------------------------ | ------------------------------------------ | ------------------------------------------ |
| Jahr                                       |                                            |                                            |                                            | Anzahl                                     |
| 1970                                       | 1970                                       |                                            | 1815                                       | 1815                                       |
| 1980                                       | 1980                                       |                                            | 1319                                       | 1319                                       |
| 1990                                       | 1990                                       |                                            | 1147                                       | 1147                                       |
| 1995                                       | 1995                                       |                                            | 960                                        | 960                                        |
| 1996                                       | 1996                                       |                                            | 642                                        | 642                                        |
| 1997                                       | 1997                                       |                                            | 554                                        | 554                                        |
| 1998                                       | 1998                                       |                                            | 482                                        | 482                                        |
| 1999                                       | 1999                                       |                                            | 455                                        | 455                                        |
| 2000                                       | 2000                                       |                                            | 420                                        | 420                                        |
| 2001                                       | 2001                                       |                                            | 396                                        | 396                                        |
| 2002                                       | 2002                                       |                                            | 355                                        | 355                                        |
| 2003                                       | 2003                                       |                                            | 324                                        | 324                                        |
| 2004                                       | 2004                                       |                                            | 280                                        | 280                                        |
| 2005                                       | 2005                                       |                                            | 267                                        | 267                                        |
| 2006                                       | 2006                                       |                                            | 257                                        | 257                                        |
| 2007                                       | 2007                                       |                                            | 242                                        | 242                                        |
| 2008                                       | 2008                                       |                                            | 221                                        | 221                                        |
| 2009                                       | 2009                                       |                                            | 202                                        | 202                                        |
|                                            |                                            |                                            |                                            |                                            |

| Anzahl der Krankenkassen von 2009 bis 2025 | Anzahl der Krankenkassen von 2009 bis 2025 | Anzahl der Krankenkassen von 2009 bis 2025 | Anzahl der Krankenkassen von 2009 bis 2025 | Anzahl der Krankenkassen von 2009 bis 2025 |
| ------------------------------------------ | ------------------------------------------ | ------------------------------------------ | ------------------------------------------ | ------------------------------------------ |
| Jahr                                       |                                            |                                            |                                            | Anzahl                                     |
| 2009                                       | 2009                                       |                                            | 202                                        | 202                                        |
| 2010                                       | 2010                                       |                                            | 160                                        | 160                                        |
| 2011                                       | 2011                                       |                                            | 153                                        | 153                                        |
| 2012                                       | 2012                                       |                                            | 144                                        | 144                                        |
| 2013                                       | 2013                                       |                                            | 134                                        | 134                                        |
| 2014                                       | 2014                                       |                                            | 131                                        | 131                                        |
| 2015                                       | 2015                                       |                                            | 124                                        | 124                                        |
| 2016                                       | 2016                                       |                                            | 118                                        | 118                                        |
| 2017                                       | 2017                                       |                                            | 113                                        | 113                                        |
| 2018                                       | 2018                                       |                                            | 110                                        | 110                                        |
| 2019                                       | 2019                                       |                                            | 109                                        | 109                                        |
| 2020                                       | 2020                                       |                                            | 105                                        | 105                                        |
| 2021                                       | 2021                                       |                                            | 103                                        | 103                                        |
| 2022                                       | 2022                                       |                                            | 97                                         | 97                                         |
| 2023                                       | 2023                                       |                                            | 96                                         | 96                                         |
| 2024                                       | 2024                                       |                                            | 95                                         | 95                                         |
| 2025                                       | 2025                                       |                                            | 94                                         | 94                                         |
|                                            |                                            |                                            |                                            |                                            |

Quelle

## Liste bestehender Krankenkassen
| Name                                                                        | Versicherte | Mitarbeiter | Haushaltsvolumen (Mio. Euro) | Beitragssatz 2025 (Arbeitnehmeranteil) | Eingegliederte Krankenkassen, frühere Namen |
| --------------------------------------------------------------------------- | ----------- | ----------- | ---------------------------- | -------------------------------------- | --- |
| Allgemeine Ortskrankenkassen (AOK) gesamt                                   | 27.479.050  |             |                              |                                        | |
| AOK Baden-Württemberg                                                       | 4.267.552   | 10.287      | 16.600                       | 17,20 % (8,6 %)                        | |
| AOK Bayern                                                                  | 4.520.877   | 10.000      | 17.500                       | 17,29 % (8,645 %)                      | |
| AOK Bremen/Bremerhaven                                                      | 280.000     | 700         | 999                          | 17,09 % (8,545 %)                      | |
| AOK Hessen                                                                  | 1.556.276   | 3.733       | 4.100                        | 17,09 % (8,545 %)                      | |
| AOK Niedersachsen                                                           | 3.000.000   | 7.200       | 17.500                       | 17,30 % (8,65 %)                       | Innungskrankenkasse Niedersachsen (2010) |
| AOK Nordost                                                                 | 1.800.000   | 5.610       | 7.600                        | 18,10 % (9,05 %)                       | AOK Berlin-Brandenburg (2011), AOK Mecklenburg-Vorpommern (2011), AOK Berlin (2010), AOK Brandenburg (2010) |
| AOK Nordwest                                                                | 2.800.000   | 7.400       | 9.500                        | 17,39 % (8,695 %)                      | AOK Schleswig-Holstein (2010), AOK Westfalen-Lippe (2010) |
| AOK Plus                                                                    | 3.106.029   | 6.800       | 11.086                       | 17,70 % (8,85 %)                       | AOK Sachsen (2008), AOK Thüringen (2008) |
| AOK Rheinland/Hamburg                                                       | 2.871.836   | 7.842       | 9.800                        | 17,59 % (8,795 %)                      | AOK Rheinland (2006), AOK Hamburg (2006) |
| AOK Rheinland-Pfalz/Saarland                                                | 1.165.000   |             | 2.600                        | 17,07 % (8,535 %)                      | AOK Saarland (2012), AOK Rheinland-Pfalz (2012) |
| AOK Sachsen-Anhalt                                                          | 786.000     | 1.940       |                              | 17,10 % (8,55 %)                       | BKK Sachsen-Anhalt (2009) |
| Ersatzkassen (EK) gesamt                                                    | 28.947.105  |             |                              |                                        | |
| Barmer Ersatzkasse                                                          | 8.500.000   | 13.670      | 45.000                       | 17,89 % (8,945 %)                      | Deutsche BKK (2017), Gmünder Ersatzkasse (2010) Frühere Namen: Barmer GEK (2010–2016) |
| DAK-Gesundheit                                                              | 5.500.000   | 10.700      | 27.400                       | 17,40 % (8,7 %)                        | BKK Beiersdorf AG (2016), Shell BKK/Life (2015), Saint-Gobain Betriebskrankenkasse (2013), BKK Axel Springer (2012), BKK Gesundheit (2012), Hamburg Münchener Krankenkasse (2010), Braunschweiger Ersatzkasse (1997), Lichterfelder Ersatzkasse (1951) Frühere Namen: Deutsche Angestellten-Krankenkasse (Ersatzkasse) (bis 2012)                                                                                |
| Handelskrankenkasse                                                         | 990.000     | 1.500       | 4.400                        | 16,79 % (8,395 %)                      | Innungskrankenkasse Weser-Ems (2008) Frühere Namen: hkk (2008–2014) |
| HEK – Hanseatische Krankenkasse                                             | 574.000     | 900         | 2.800                        | 17,10 % (8,55 %)                       | |
| Kaufmännische Krankenkasse                                                  | 1.500.000   | 4.000       | 7.500                        | 18,38 % (9,19 %)                       | Metro AG Kaufhof BKK (2009), Betriebskrankenkasse der Allianz Gesellschaften (2009) Frühere Namen: KKH-Allianz (2009–2012) |
| Techniker Krankenkasse                                                      | 12.100.000  | 15.358      | 62.500                       | 17,05 % (8,525 %)                      | IKK-Direkt (2009), Gärtner-Krankenkasse (2000), Berufskrankenkasse der Werkmeister (Ersatzkasse) (1965) |
| Innungskrankenkassen (IKK) gesamt                                           | 4.931.510   |             |                              |                                        | |
| Bundesinnungskrankenkasse Gesundheit                                        | 520.000     | 920         |                              | 17,99 % (8,995 %)                      | Actimonda BKK (2021), Betriebskrankenkasse der Victoria und D.A.S. Versicherungs-Gesellschaften (2015) |
| IKK classic                                                                 | 3.100.000   | 6.727       | 12.000                       | 18,0 % (9,0 %)                         | Vereinigte IKK (2011), IKK Baden-Württemberg und Hessen (2010), IKK Hamburg (2010), IKK Sachsen (2010), IKK Thüringen (2010) |
| IKK gesund plus                                                             | 445.181     |             |                              | 17,99 % (8,995 %)                      | |
| IKK Südwest                                                                 | 641.474     | 1.500       |                              | 17,85 % (8,925 %)                      | IKK Südwest-Direkt (2009), IKK Südwest-Plus (2009) |
| IKK – Die Innovationskasse                                                  | 273.273     |             |                              | 18,90 % (9,45 %)                       | IKK Mecklenburg-Vorpommern (2006), IKK Schleswig-Holstein (2006) Frühere Namen: Innungskrankenkasse Nord (2006–2021) |
| Innungskrankenkasse Brandenburg und Berlin                                  | 226.000     | 550         | 873                          | 18,95 % (9,475 %)                      | |
| Betriebskrankenkassen (BKK) gesamt                                          | 11.579.365  |             |                              |                                        | |
| Audi BKK                                                                    | 733.000     | 814         |                              | 17,0 % (8,5 %)                         | BKK Stadt Augsburg (2023), BKK MAN und MTU München (2012), BKK FTE (2010), BKK Alcan Singen (2006), BKK Eberle (2004), BKK Hosokawa Alpine (2003) Frühere Namen: Audi Betriebskrankenkasse (bis 2010) |
| Bahn-BKK                                                                    | 575.500     | 1.157       | 2.168                        | 18,0 % (9,0 %)                         | |
| Bergische Krankenkasse                                                      | 71.889      | 125         |                              | 17,55 % (8,775 %)                      | BKK Grillo-Werke AG (2022) |
| Bertelsmann BKK                                                             | 48.066      | 98          | 166,8                        | 17,80 % (8,9 %)                        | |
| Betriebskrankenkasse der BMW AG – betriebsbezogen                           | 178.800     |             |                              | 18,50 % (9,25 %)                       | |
| BKK evm – betriebsbezogen                                                   | 2.000       |             |                              | 17,10 % (8,55 %)                       | Frühere Namen: BKK Kevag Koblenz (bis 2014) |
| Betriebskrankenkasse der G. M. Pfaff AG                                     | 45.000      | 92          |                              | 17,38 % (8,69 %)                       | |
| Betriebskrankenkasse Firmus                                                 | 900.000     | 700         |                              | 16,78 % (8,39 %)                       | |
| Betriebskrankenkasse Groz-Beckert – betriebsbezogen                         | 7.128       |             |                              | 17,10 % (8,55 %)                       | |
| Mahle Betriebskrankenkasse – betriebsbezogen                                | 12.300      |             |                              | 18,80 % (9,4 %)                        | |
| Betriebskrankenkasse Miele – betriebsbezogen                                | 32.600      |             |                              | 17,40 % (8,7 %)                        | |
| Betriebskrankenkasse Mobil                                                  | 870.618     | 1.700       | 1,9                          | 18,49 % (9,245 %)                      | Hypovereinsbank Betriebskrankenkasse (2014), KEH Ersatzkasse (2008) |
| Betriebskrankenkasse Schwarzwald-Baar-Heuberg                               | 20.767      |             |                              | 17,04 % (8,52 %)                       | |
| Betriebskrankenkasse Vereinigte Deutsche Nickel-Werke                       | 33.600      |             |                              | 17,79 % (8,895 %)                      | |
| Betriebskrankenkasse WMF Württembergische Metallwarenfabrik AG              | 22.345      |             |                              | 17,05 % (8,525 %)                      | |
| BKK24                                                                       | 110.418     | 275         |                              | 18,99 % (9,495 %)                      | BKK advita (2017), Nürnberger BKK (2003), BKK Nienburger Glas (2002), BKK Heye (1999), BKK Svedala (1999) |
| BKK B. Braun Aesculap – betriebsbezogen                                     | 29.000      |             | 20 (veraltet)                | 17,55 % (8,775 %)                      | Betriebskrankenkasse B. Braun Melsungen AG (2020) |
| BKK Akzo Nobel Bayern                                                       | 40.131      | 53          |                              | 17,99 % (8,995 %)                      | |
| BKK Deutsche Bank AG – betriebsbezogen                                      | 80.998      |             | 242                          | 18,00 % (9,0 %)                        | |
| BKK Diakonie                                                                | 25.883      |             | 57,62                        | 18,40 % (9,2 %)                        | |
| BKK Dürkopp Adler                                                           | 22.242      |             |                              | 18,48 % (9,24 %)                       | |
| BKK Euregio                                                                 | 91.000      |             |                              | 17,99 % (8,995 %)                      | |
| BKK EWE – betriebsbezogen                                                   | 13.532      |             |                              | 16,58 % (8,29 %)                       | |
| BKK exklusiv                                                                | 26.500      |             |                              | 16,99 % (8,495 %)                      | BKK Brauerei Beck & Co. (2004) |
| BKK Faber-Castell & Partner                                                 | 67.000      |             |                              | 16,78 % (8,39 %)                       | |
| BKK Freudenberg                                                             | 23.789      |             |                              | 17,09 % (8,545 %)                      | |
| BKK Gildemeister Seidensticker                                              | 188.783     | 442         | 874,6                        | 18,0 % (9,0 %)                         | BKK BJB (2015) |
| BKK Herkules                                                                | 33.086      |             |                              | 18,08 % (9,04 %)                       | Frühere Namen: BKK Wegmann (bis 1999) |
| BKK Linde                                                                   | 89.540      | 122         |                              | 17,59 % (8,795 %)                      | HEAG BKK (2016) |
| BKK Melitta HMR                                                             | 76.000      | 56          |                              | 18,10 % (8,05 %)                       | Betriebskrankenkasse BPW Bergische Achsen KG (2024), Betriebskrankenkasse Herford Minden Ravensberg (2022), BKK Melitta Plus (2022) |
| BKK mkk                                                                     | 550.000     | 1200        | 1,04                         | 18,10 % (9,05 %)                       | Brandenburgische BKK (2020), TBK (2020), Vereinigte BKK (2017), BKK Basell (2016), BKK Demag Krauss-Maffei (2016), BKK Schleswig-Holstein (2016), BKK Medicus (2015), BKK futur (2012), Mitteldeutsche BKK (2009), BKK Dresdner Druck und Verlagshaus (2001), BKK Heitkamp (2000), BKK Buna (1997), BKK IMO Merseburg (1997), BKK Isolierungen Leipzig (1997), BKK LVZ (1997) Frühere Namen: BKK VBU (1993–2023) |
| BKK MTU – betriebsbezogen                                                   | 16.500      |             |                              | 17,40 % (8,7 %)                        | |
| BKK Pfalz                                                                   | 154.925     | 429         |                              | 18,50 % (9,25 %)                       | BKK Vital (2018), G+H BKK (2009) |
| BKK Provita                                                                 | 121.312     |             |                              | 17,49 % (8,745 %)                      | BKK family (2016), Betriebskrankenkasse der Schwesternschaft München vom Bayerischen Roten Kreuz (2013), BKK Schott-Rohrglas (2012), Persönliche BKK (PBK) (2009), enercity \| BKK Stadtwerke Hannover AG (2009) Frühere Namen: BKK A.T.U (bis 2014) |
| BKK Public                                                                  | 4.448       |             |                              | 16,90 % (8,45 %)                       | |
| Betriebskrankenkasse Pricewaterhousecoopers – betriebsbezogen               | 19.001      | 30          |                              | 17,0 % (8,5 %)                         | |
| BKK Rieker Ricosta Weisser – betriebsbezogen                                | 3.000       |             |                              | 18,40 % (9,2 %)                        | |
| BKK Salzgitter – betriebsbezogen                                            | 65.561      |             |                              | 18,10 % (9,05 %)                       | |
| BKK Scheufelen                                                              | 65.000      |             |                              | 18,00 % (9,0 %)                        | |
| BKK Technoform                                                              | 14.504      |             |                              | 18,09 % (9,045 %)                      | |
| BKK Verbundplus                                                             | 144.255     |             |                              | 18,49 % (9,245 %)                      | Gemeinsame Betriebskrankenkasse der Wieland-Werke AG (2022), BKK Kassana (2015) |
| BKK Voralb Heller Index Leuze – betriebsbezogen                             | 11.000      |             |                              | 18,50 % (9,25 %)                       | |
| BKK Werra-Meissner                                                          | 40.000      |             |                              | 17,99 % (8,995 %)                      | |
| BKK Wirtschaft & Finanzen                                                   | 33.000      | 76          | 33                           | 18,59 % (9,295 %)                      | |
| BKK Würth – betriebsbezogen                                                 | 12.500      |             |                              | 16,99 % (8,495 %)                      | |
| BKK ZF & Partner                                                            | 91.085      |             |                              | 18,0 % (9,0 %)                         | BKK ZF Getriebe GmbH (2009), BKK Rhein-Lahn (2008), ZF BKK (2004), BKK der F.H. Werke Laucherthal (2004), BKK Müller Weingarten AG (2004) |
| Bosch BKK                                                                   | 210.692     | 300         | 403                          | 17,28 % (8,64 %)                       | |
| Continentale Betriebskrankenkasse                                           | 50.000      |             | 2.400                        | 17,93 % (8,965 %)                      | BKK Henschel Plus (2020), Logistik BKK (2009), BKK Sauerland (2009), BKK Philips (2009) |
| Debeka BKK                                                                  | 189.700     | 385         |                              | 17,85 % (8,925 %)                      | |
| Energie-Betriebskrankenkasse                                                | 139.200     | 154         |                              | 17,58 % (8,79 %)                       | Vorgänger Krankenkassen siehe hier. |
| EY Betriebskrankenkasse – betriebsbezogen                                   | 10.124      |             |                              | 16,89 % (8,445 %)                      | |
| Heimat Krankenkasse                                                         | 119.789     | 176         | 318                          | 17,70 % (8,85 %)                       | BKK Dr. Aug. Oetker Nahrungsmittel KG (1997), BKK Chemische Fabrik Budenheim, R.A. Oetker KG (1997), BKK C.A. Delius & Söhne (1997) Frühere Namen: BKK Dr. Oetker (bis 2012), BKK Oetker (bis 2000) |
| Karl Mayer Betriebskrankenkasse – betriebsbezogen                           | 3.700       | 10          |                              | 17,99 % (8,995 %)                      | |
| Koenig & Bauer BKK – betriebsbezogen                                        | 12.329      |             |                              | 17,08 % (8,54 %)                       | |
| Krones Betriebskrankenkasse – betriebsbezogen                               | 20.000      |             |                              | 16,0 % (8,0 %)                         | |
| Mercedes-Benz Betriebskrankenkasse – betriebsbezogen                        | 310.000     | 230         |                              | 17,80 % (8,9 %)                        | BKK Evobus (2001), BKK Mercedes-Benz (2001), BKK Karl Kässbohrer, BKK Hanomag-Henschel Frühere Namen: Daimlerchrysler BKK (bis 2007), Daimler-Benz BKK (bis 2001), Daimler Betriebskrankenkasse (bis 2022) |
| Merck BKK – betriebsbezogen                                                 | 28.000      |             |                              | 18,57 % (9,285 %)                      | |
| MHplus Betriebskrankenkasse                                                 | 541.894     | 970         | 1.200                        | 17,89 % (8,945 %)                      | BKK Textilgruppe Hof (2025), Metzinger Betriebskrankenkasse (2019), GBK Köln (2011), BKK der Hansestadt Lübeck (2008), BKK Hochrhein-Wiesental (2007), BKK Conzelmann (2006), BKK TE KA DE-FGF (2006), BKK PWA (2003) Frühere Namen: BKK Mann+Hummel (1952 – 2001) |
| Novitas BKK                                                                 | 410.216     |             |                              | 17,58 % (8,79 %)                       | Betriebskrankenkasse der Siemag (2022), ESSO Betriebskrankenkasse (2015), Betriebskrankenkasse Phoenix (2014), ktpBKK (2010) |
| Pronova BKK                                                                 | 630.000     | 1.500       |                              | 17,80 % (8,9 %)                        | Betriebskrankenkasse Braun-Gillette (2017), Vaillant BKK (2015), BKK der Partner (2010), BKK Ford & Rheinland (2010), BKK Goetze & Partner (2010), Bayer BKK (2007), FORTISNOVA BKK gesund & aktiv (2007) |
| R+V Betriebskrankenkasse                                                    | 157.614     | 400         |                              | 17,56 % (8,78 %)                       | |
| Salus BKK                                                                   | 150.623     | 320         | 17,4                         | 17,59 % (8,795 %)                      | BKK der Philipp Holzmann AG (2002) |
| Securvita BKK                                                               | 225.000     |             | 385,6                        | 18,50 % (9,25 %)                       | |
| Siemens-Betriebskrankenkasse                                                | 1.103.446   | 1.554       | 2.799                        | 18,40 % (9,2 %)                        | Neue BKK (2010), UPM BKK (2009), BKK Rhein-Neckar (2009), Kaiser’s BKK (2008), BKK Junghans und Partner (2004), BKK Iveco Magirus (2004), Voith & Partner BKK (2004), Benteler BKK (2001) |
| SKD BKK                                                                     | 51.055      |             |                              | 17,08 % (8,54 %)                       | |
| Südzucker BKK – betriebsbezogen                                             | 9.300       |             |                              | 17,50 % (8,75 %)                       | |
| TUI BKK                                                                     | 17.277      |             |                              | 17,10 % (8,55 %)                       | |
| Viactiv BKK                                                                 | 730.000     | 1.500       | 2.300                        | 17,87 % (8,935 %)                      | Vorgänger Krankenkassen siehe hier. Frühere Namen: BKK vor Ort (bis September 2015) |
| Vivida BKK                                                                  | 350.000     | 850         |                              | 18,39 % (9,195 %)                      | Atlas BKK Ahlmann (2021), BKK Ost-Hessen (2010), BKK BVM (2009), BKK J. Schlenker-Grusen (1997) Frühere Namen: Schwenninger BKK (bis 2020), BKK Kienzle Uhren Fabriken GmbH (bis 1996) |
| Deutsche Rentenversicherung Knappschaft-Bahn-See (KBS) gesamt               | 1.199.375   |             |                              |                                        | |
| Knappschaft                                                                 | 1.199.375   |             | 6.700                        | 19,0 % (9,5 %)                         | See-Krankenkasse (2008), Bundesknappschaft (2005) |
| Sozialversicherung für Landwirtschaft, Forsten und Gartenbau (SVLFG) gesamt | 481.451     |             |                              |                                        | |
| Landwirtschaftliche Krankenkasse                                            | 481.451     |             |                              | abhängig vom Standardeinkommenswert    | Krankenkasse für den Gartenbau (2013), LKK Baden-Württemberg (2013), LKK Franken und Oberbayern (2013), LKK Hessen, Rheinland-Pfalz und Saarland (2013), LKK Mittel- und Ostdeutschland (2013), LKK Niederbayern/Oberpfalz und Schwaben (2013), LKK Niedersachsen-Bremen (2013), LKK Nordrhein-Westfalen (2013), LKK Schleswig-Holstein und Hamburg (2013)                                                       |

Die Daten beruhen auf verschiedenen Quellen und können daher im Erhebungszeitraum oder den angelegten Maßstäben variieren, wodurch die Vergleichbarkeit eingeschränkt sein kann. Es wird versucht, immer aktuelle Daten zu verwenden.

## Liste amtlich geschlossener Krankenkassen
| Name                                | Versicherte | Mitarbeiter | Haushaltsvolumen (in Mio. €) | Eingegliederte Krankenkassen, frühere Namen |
| ----------------------------------- | ----------- | ----------- | ---------------------------- | --- |
| Betriebskrankenkasse für Heilberufe | 127.684     | 240         |                              | Geschlossen mit dem 31. Dezember 2011 |
| BKK Airbus                          | 70.000      | 100         |                              | Geschlossen mit dem 30. September 2004 BKK Systemtechnik (1995) |
| BKK Düsseldorf                      | ?           | ?           |                              | Geschlossen mit dem 31. Dezember 2001 BKK Stadt Düsseldorf (1994), BKK Rheinbahn (1994) |
| BKK Hamburg-Süd                     | ?           | ?           |                              | Geschlossen mit dem 30. Juni 1996 |
| City BKK                            | 130.000     | 400         |                              | Geschlossen mit dem 30. Juni 2011 BKK Bauknecht (2005), Benevita BKK (2005), BKK Berlin (2004), BKK Hamburg (2004), BKK Bau (2004), BKK Breuninger (1999), BKK Werner & Pfleiderer GmbH (1998), BKK Hochbau (1997), BKK Alfred Kunz & Co (1996), BKK Hermann Milke KG (1996), HTP GmbH Ost (1993) |

## Entwicklung der Krankenkassenarten 1995 bis 2025
Grafiken zur Entwicklung der verschiedenen Kassenarten:
Nachfolgende Grafik zeigt die Minderung der Anzahl der AOKs von 1995 bis 2025:
Nachfolgende Grafik zeigt die Minderung der Anzahl der BKKen von 1995 bis 2025:
Nachfolgende Grafik zeigt die Minderung der Anzahl der Innungskrankenkassen von 1995 bis 2025:
Nachfolgende Grafik zeigt die Minderung der Anzahl der LKKen von 1995 bis 2025:
Siehe auch: Liste deutscher privater Krankenversicherer